# Alois Jirásek
 (novembre 2021).
Si vous disposez d'ouvrages ou d'articles de référence ou si vous connaissez des sites web de qualité traitant du thème abordé ici, merci de compléter l'article en donnant les références utiles à sa vérifiabilité et en les liant à la section « Notes et références ».
Alois Jirásek  (23 août 1851 à Hronov - 12 mars 1930 à Prague) était un écrivain tchèque, auteur de nombreux romans historiques et un dramaturge. Il était enseignant dans le secondaire jusqu'à sa retraite en 1909. Le thème de ses ouvrages est la représentation romantique du destin de la nation tchèque et de son progrès vers la liberté et la justice.

## Biographie

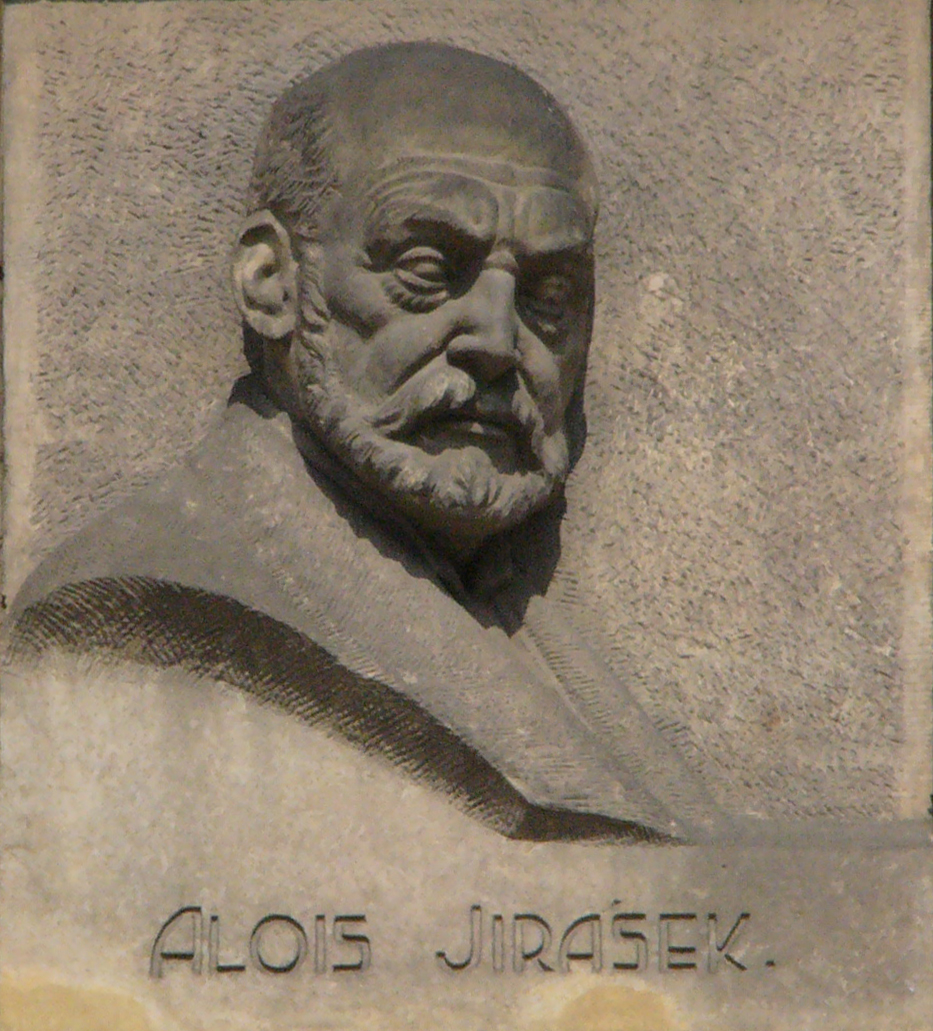
Alois Jirásek

### Jeunesse et Litomyšl
Alois Jirásek est né à Hronov, près de Náchod, en Bohême orientale. Il est issu d'une vieille famille de paysans. Son père était Josef Jirásek (1822-1901), d'abord tisserand puis boulanger, et sa mère Vincencie Jirásek, née Prouzová (1821-1887). Avant Alois Jirásek, ses parents ont eu des enfants : Helena, Josef, Emilie ; après lui, Rudolf, Žofie, Božena, Adolf et Antonín. Il fréquenta le lycée bénédictin allemand de Broumov (1863-1867), le lycée tchèque de Hradec Králové (1867-1871) et étudia l'histoire à l'université de Prague (1871-1874). Il vécut à Litomyšl pendant quatorze ans et y travailla comme professeur de langue, d'histoire et de géographie tchèques dans un lycée ; son roman Histoire philosophique (cs) traite de la vie des étudiants à Litomyšl vers 1848. Ses nouvelles U rytířů et Na staré poště (Au vieux bureau de poste) se déroulent à Litomyšl.

« Il n'exigeait pas une mémorisation sèche des dates, mais mettait l'accent sur le contexte culturel et historique. Sa toute première prestation lui a valu le respect. Certaines classes ont même protesté lorsqu'elles ont appris que Jirásek n'y enseignerait pas. Mais il sait aussi se montrer ferme, comme dans le cas de l'expulsion d'un élève du lycée municipal qui avait participé à une manifestation politique à Litomyšl en 1880. »

— Milan Skřivánek ,  De l'histoire du lycée de Litomyšl à 1945
Il commence à publier dès ses études à Prague, et ses premiers ouvrages importants sont rédigés à Litomyšl (avec l'Histoire philosophique (cs) et Psohlavci). Le 12 août 1879, Alois Jirásek épouse Maria Podhajská (1859-1927),, fille d'un riche particulier. Ils ont sept enfants, six filles et un fils. Božena (1880-1951, née Jelínková), Marie (1881-1885), Ludmila (1885-1973), Miloslava (1886-1971, née Pragerová), Zdeňka (1889-1975, née Tříšková) ; les derniers furent les jumeaux Magdalena (1890-1954, née Duchoslavová) et Jaromír (1890-1933).

### Séjour à Prague
Jirásek s'installe à Prague en 1888. Ses deux premiers appartements à Prague ne lui conviennent pas et ce n'est que cinq ans plus tard qu'il acquiert un appartement spacieux au 1, rue Resslova, à l'angle de l'actuelle place Jirásek, où se trouve sa plaque commémorative,. Il vit dans cet appartement de 1903 à sa mort en 1930. À Prague, il poursuit son travail pédagogique (il enseigne au lycée de la rue Žitná) et son activité littéraire. Son séjour à Prague lui permet d'entrer en contact avec le monde artistique et scientifique. Il renoue des contacts personnels avec Mikoláš Aleš, avec qui il partage les mêmes idées et projets artistiques, et avec les écrivains du cercle Lumira (J. V. Sládek, Jaroslav Vrchlický et Josef Thomayer), noue des amitiés avec Zikmund Winter (en) et K. V. Rais, il a également des contacts permanents avec la jeune génération (J. S. Machar, Jaroslav Kvapil et Zdeněk Nejedlý). Tous ses drames et ses romans les plus importants ont été écrits à Prague. Le 3 juillet 1890, il est élu membre à part entière de l'Académie tchèque des sciences et des arts et, en 1901, il est nommé membre extraordinaire de la Société royale des sciences de Bohême,.
Il prend sa retraite en 1909 et se consacre exclusivement à la littérature. Depuis Prague, il se rendait souvent dans sa ville natale de Hronov, mais il effectuait également des voyages d'étude dans les lieux où il situait l'intrigue de ses œuvres. En 1876, il se rend pour la première fois à Chodsko, qu'il visitera ensuite à plusieurs reprises. Il visite également Dresde (1885), le sud de la Bohême (1887), Constance et l'Italie (1890), la Slovaquie (1897), Bled (1900) et la Hongrie (1897).

### Manifeste des écrivains tchèques et déclaration d'indépendance
Conformément à la nature de l'œuvre de sa vie, il est l'un des premiers à signer, en mai 1917, le Manifeste des écrivains tchèques (cs), une déclaration importante soutenant les efforts politiques en faveur de l'indépendance de l'État de la nation tchèque. Avec Izidor Zahradnik (futur ministre des chemins de fer), il a participé à la lecture de la déclaration d'indépendance de la Tchécoslovaquie le 28 octobre 1918 à 11 heures sous la statue de saint Venceslas. Le samedi 21 décembre 1918, il a salué le président Tomáš Masaryk en prononçant un discours à la gare Wilson de Prague après 13 heures, à l'occasion de son retour triomphal dans son pays. Pendant la période de la Première République, il rencontre fréquemment le président Masaryk.
Il reste dans la politique jusqu'à sa maladie, qui l'empêche également d'écrire. Le 23 septembre 1921, Jirásek démissionne de l'Église catholique romaine ; tout en restant un chrétien fervent, il n'adhère à aucune église et reste sans religion.

### Mort et funérailles

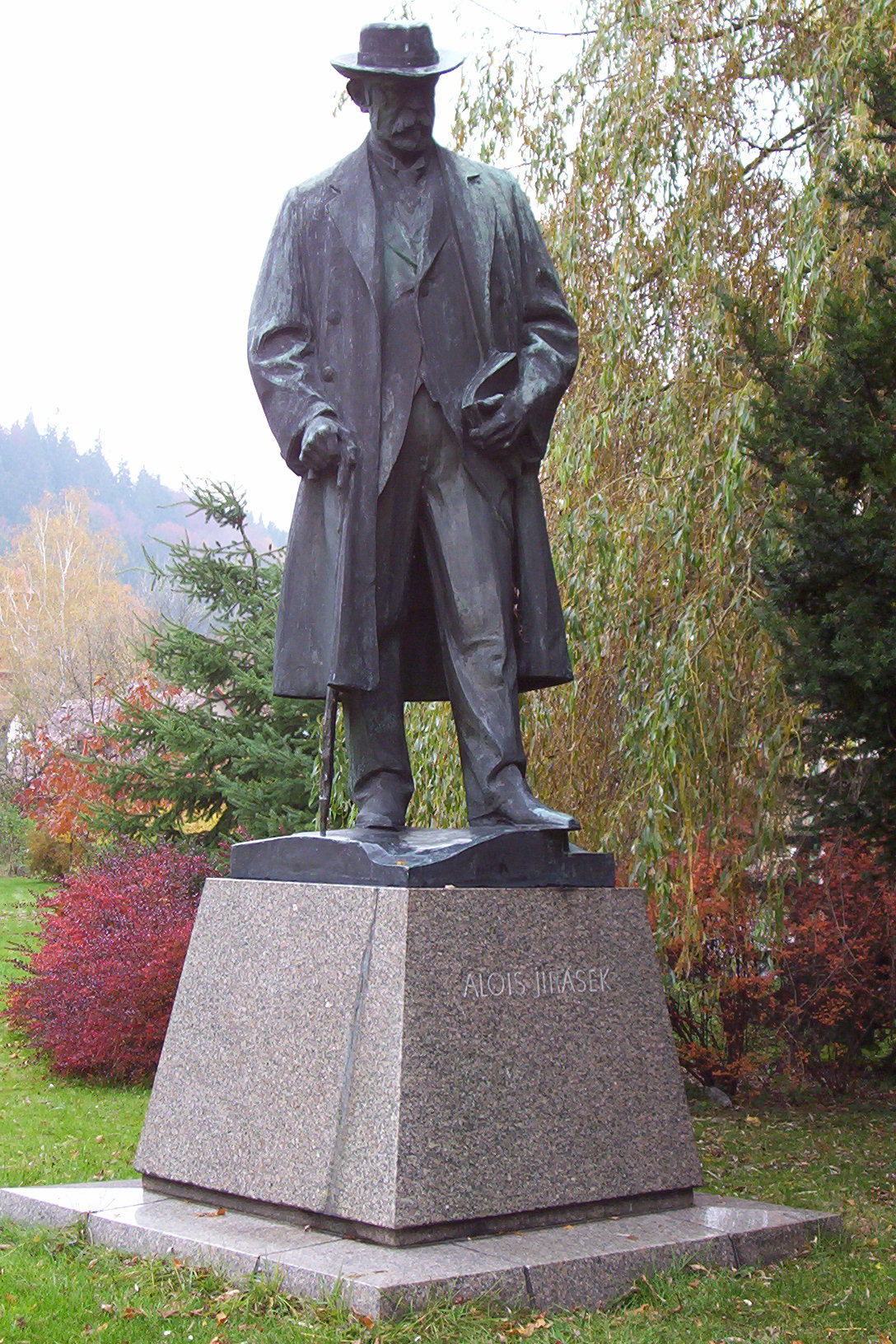
Statue d'Alois Jirásek dans le parc Hronov.

Alois Jirásek meurt à Prague le 12 mars 1930, mais il est enterré dans sa ville natale de Hronov. Le samedi 15 mars, veille de ses funérailles, un panyida est organisé devant le Musée national, sur la place Venceslas, devant la statue de saint Venceslas, au cours duquel Karel Kramář et František Soukup prennent la parole. Les funérailles nationales ont commencé le 16 mars dans le panthéon du Musée national. Alois Jirásek était sans religion depuis 1921 et l'Église catholique avait interdit de faire sonner les cloches dans les églises de Prague pour honorer sa mémoire. Il a été décidé de tenir les cérémonies funéraires sans la présence d'un prêtre, en présence du président Tomáš Masaryk, du gouvernement (plusieurs députés catholiques de l'Église catholique ont assisté aux funérailles), de l'Église catholique et de l'Église orthodoxe. La dernière phase des funérailles a lieu le 19 mars 1930 à Hronov en présence de la famille, de nombreuses associations, de sociétés et de l'armée. Au lieu des cloches, les compositions chorales de Josef Bohuslav Foerster sur des paroles de Josef Václav Sládek, osudu rukou et Polní cestou, ont été entendues sur Hronov.
Jirásek est l'un des écrivains tchèques les plus importants. Il a su magistralement utiliser des détails historiques caractéristiques pour dessiner l'époque en détail. Ses personnages sont à la fois porteurs et créateurs d'histoire. Un trait distinctif de la maîtrise de Jirásek est l'harmonie entre le sens individuel et le sens général de ses personnages. Jirásek s'est toujours attaché à dépeindre les événements sociaux, de sorte que l'individu est choisi pour représenter son époque, ses tendances et ses idées.

« Je suis particulièrement heureux que les nombreuses expressions d'amour pour votre personne expriment également l'amour de notre peuple pour un bon livre tchèque. Vous avez appris au peuple à lire, à penser et à raisonner, c'est-à-dire à préparer le chemin vers la liberté... »

— Tomáš Garrigue Masaryk, dans une lettre à Jirásek[21]

## Prix et distinctions posthumes
- Il est proposé pour le prix Nobel de littérature en 1918, 1919, 1921 et 1930[14].
- Il reçoit la médaille révolutionnaire tchécoslovaque[15], l'ordre bulgare de Saint Alexandre (Orden Sveti Aleksandar) en août 1921 et l'ordre yougoslave de Saint Sava en 1926[16].
- Le 2 avril 1919, l'université Charles décerne à Alois Jirásek le titre de docteur honoris causa en philosophie[17].
- Le gymnase de la rue Resslova est baptisé en son honneur à partir de 1921[e].
- Dans la nouvelle République tchécoslovaque, il devient député à l'assemblée nationale révolutionnaire (cs) de la République tchécoslovaque. Lors des élections législatives de 1920, il obtient un siège de sénateur à l'Assemblée nationale. Au parlement, il siège pour le parti Československá národní demokracie (cs) (Démocratie nationale tchécoslovaque), un parti de droite[18],[19]. Son entrée dans le parti Démocratie nationale tchécoslovaque est logique, car ce parti est la continuation du Parti des jeunes tchèques, dont Jirásek était un partisan avant la guerre[20],[21].
- Des monuments à la mémoire d'Alois Jirásek se trouvent à Prague, Hronov, Litomyšl, Nový Bydžov, Šárovcova Lhota ; le monument à la mémoire d'Alois Jirásek à Příbram consiste en une sculpture de Lenka et Vavřena, tirée de l'Histoire philosophique ; des bustes de l'écrivain sont installés dans plusieurs endroits de la République tchèque
- une rue ou une place Jirásek se trouvent dans de nombreuses villes de la République tchèque. À Prague et à Písek, il y a un pont Jirásek ; les théâtres de Hronov, Úpice et Nový Bydžov portent le nom d'Alois Jirásek.

## Œuvres
Jirásek a commencé sa carrière littéraire par des œuvres en vers dans un esprit national et patriotique. Il a ensuite axé sa prose sur la réalité des campagnes contemporaines. Il a commencé dans les années 1870, à l'époque des Roukhov, mais il était encore actif dans la littérature dans les années 1920.
Sa première grande tentative littéraire fut une nouvelle historique de grande envergure, Skaláci (1875). Sa dernière œuvre fut le roman inachevé Husitský král (Le roi hussite). (disponible en ligne). Il a écrit des nouvelles pendant plus de 50 ans, notamment Povídka z hor (Un conte de montagne, 1878), Z bouřlivých dob (Une période de turbulences, 1879) et Rozmanitá próza (Une prose variée). Sa première nouvelle est Poklad (Le trésor ,1873).
Le champ d'action historique de Jirásek est admirablement vaste. Il couvre la période mythique et préhistorique (Légendes de l'ancienne Bohême (1894), qui ont été publiés à plusieurs reprises non seulement pour les adultes, mais aussi pour les enfants et les jeunes). Les ballades, idylles et romances, moins nombreuses, recherchées par les éditeurs, les illustrateurs puis les cinéastes,  Histoire philosophique (1888), Maryla (1885), Zahořanský hon (1889), Balada z rokoka (1905), ont connu un sort tout aussi heureux.
Le premier cycle de la période post-biélorusse comprend des récits en un volume composés dans l'esprit des romans (Les Basculeurs 1875, Les Rochers 1886, Le Trésor 1881, À la cour du duc 1877). Il a écrit le roman d'aventures Au service des étrangers (1885) et le tableau povahopish Les hommes-chiens (1884). Les personnages principaux représentent les idées de l'époque, les personnages secondaires façonnent l'environnement local dans sa vie quotidienne.
Le deuxième cycle de peintures de l'histoire tchèque a le caractère de romans épiques et de chroniques. Ils couvrent la transformation de la Bohême depuis les débuts de la période hussite jusqu'à sa fin (dans les vastes romans Mezi proudy I-III 1887-1890, Proti wszystkich 1893, Bratrstvo I-III 1900-1909), la pression de la recatholisation (Temno 1913) et l'essor de la Bohême à partir de la fin du XVIIIe siècle. Le roi hussite I-II (1920-1930) sur le règne de Georges de Poděbrady est resté inachevé.
Les pièces à succès du village à cette époque ont contribué à la promotion du réalisme sur scène (Vojnarka 1890, Otec 1894). Les pièces historiques ont également connu le succès (Emigrant 1898 et la soi-disant trilogie des trois Jean : Jan Žižka 1903, Jan Roháč 1914 et Jan Hus 1911). La pièce de conte de fées Lucerna (1905) est devenue un élément permanent du répertoire des théâtres nationaux.
Jirásek participe à la rédaction de la revue Zvon.

### L'édition des œuvres de Jirásek
L'œuvre de Jirásek a joui d'une grande popularité à la fin du XIXe siècle et au XXe siècle, et la plupart de ses ouvrages ont été réédités. La maison d'édition Jan Otto a publié une édition complète du Recueil des écrits d'Alois Jirásek en 1890-1930 (45 volumes) ; une deuxième édition (47 volumes) a été publiée par la même maison d'édition en 1927-1933. Cependant, même cette deuxième édition ne comprenait pas toute l'œuvre de Jirásek, et n'incluait pas, par exemple, le roman de jeunesse de Jirásek Le jour glorieux. La troisième édition des écrits de Jirásek a été publiée en 1936-1947.
Pendant la période dite de la « Deuxième République » (1938-1939), Alois Jirásek est qualifié de « plus dangereux propagateur de fausses interprétations de notre histoire » et le gouvernement donne des instructions discrètes pour que ses ouvrages disparaissent des étalages des libraires ; cependant, il n'y a pas d'interdiction officielle de ses écrits et certains ouvrages sont publiés même pendant l'occupation.
En 1949-1958, une collection complète des écrits de Jirásek est publiée à l'initiative de Klement Gottwald (l'édition « L'héritage d'Alois Jirásek à la nation », 32 volumes au total, avec une postface de Zdeněk Nejedlý) ; les œuvres de Jirásek sont promues et fréquemment publiées. Le professeur Václav Černý a écrit plus tard à ce sujet : « La seule réalisation positive issue de la tête de Nejedlý ne peut être considérée que comme l'édition populaire d'Alois Jirásek, annoncée par Gottwald en novembre 1948 comme une promotion de l'héritage classique de la culture tchèque. Et ce n'est pas qu'ils [Gottwald et Nejedlý] aient vraiment compris le sens de l'œuvre et de l'art de Jirásek, qui s'est développé directement à partir de l'essence pastorale de la fable populaire : ils n'ont pas vu l'art du plus grand narrateur épique de notre prose, mais seulement sa tendance politique, ce en quoi ils se sont trompés. Mais au moins un morceau de pain, artistiquement et humainement vraiment nourrissant, a été donné au lectorat le plus large de notre nation". »
Les œuvres de Jirásek ont également été publiées dans des maisons d'édition spécifiquement destinées à la jeunesse (maison d'édition nationale pour les livres d'enfants : Édition Albatros) et dans la maison d'édition pédagogique nationale ; ces éditions étaient souvent accompagnées de notes explicatives et de commentaires pour les besoins de la lecture en dehors de l'enfance. De nombreuses œuvres de Jirásek ont été traduites en langues étrangères : slovaque, polonaise, hongroise, russe et allemande. Au XXIe siècle, les écrits de Jirásek sont également publiés sous forme de livres électroniques ; par exemple, les livres électroniques suivants sont disponibles sur le site web de la bibliothèque municipale de Prague : 
F. L. Věk I.-V., U nás I.-IV., De la Bohême à la fin du monde, Histoire philosophique, La Lanterne, Les Psohlavci, Vieilles légendes de Bohême
Outre la prose et le théâtre, les poèmes de Jirásek, ses mémoires et une partie de sa correspondance ont été publiés :
- JIRÁSEK, Alois. Básně Aloise Jiráska. Vydání druhé. Hradec Králové: Nartex, [2006], ©2006. 93 stran.  (ISBN 80-254-8713-X).
- JIRÁSEK, Alois. Z mých pamětí: Poslední kapitoly k Nové kronice U nás. 7. vyd., (v MF 1. vyd.). Praha: Mladá fronta, 1980. 478, [2] s.
- JIRÁSEK, Alois. Dopisy: [Z let] 1871–1927. 1. vyd. Praha: Orbis, 1965. 209, [2] s.
- ALEŠ, Mikoláš, JIRÁSEK, Alois. Aleš a Jirásek, listy dvou přátel: [avec des reproductions de dessins de Mikoláš Alš et Alois Jirásek]. 4. vyd. Praha: Orbis, 1953. 242 s., [22] l. obr. příl.

### Caractéristiques générales de l'œuvre
Dans ses œuvres aux genres variés, Jirásek présente une coupe transversale substantielle de presque toute l'histoire tchèque, mais en mettant l'accent sur les sections que Jirásek considérait comme essentielles pour comprendre le passé et importantes pour comprendre le présent. Ces grands tableaux s'intéressent à la diversité des mouvements de masse et aux causes morales de leur désintégration. Jirásek a écrit de la prose historique et sa représentation de l'histoire ne peut donc pas être considérée comme entièrement fidèle à l'histoire.
Outre la représentation de scènes historiques révolutionnaires, il s'intéresse également à la représentation fréquente de paysages, aux sentiments et aux expériences personnelles du héros, ou directement à la capture de l'idylle domestique, en particulier rurale. Son intérêt pour l'ethnographie était important.
Jirásek était également dramaturge. Il a écrit 12 pièces, dont la plupart ont été créées au Théâtre national de Prague. Certaines de ses pièces figurent encore aujourd'hui au répertoire des théâtres tchèques. Eduard Vojan aimait jouer les rôles principaux dans les pièces de Jirásek.
Les romans et nouvelles historiques de Jirásek ont généralement pour toile de fond la lutte contemporaine pour la liberté et la justice, l'indépendance nationale et celle de l'État, et il est devenu l'auteur tchèque de fiction historique le plus populaire.
Peu d'écrivains tchèques ont fait l'objet d'une admiration aussi peu critique et en même temps d'une condamnation aussi méprisante qu'Alois Jirásek. On lui reproche le plus souvent d'être verbeux et d'idéaliser l'histoire. Son travail était basé sur l'étude des sources, mais l'auteur n'en a retenu que les faits qui correspondaient à ses intentions éducatives patriotiques. Les romans de Jirásek ont été d'une grande importance pour l'épanouissement de la nation tchèque, en particulier pendant la période difficile des deux guerres mondiales.

### Romans
- Légendes de l'ancienne Bohême (1894, Staré pověsti české)
- (1914 Temno)

### Pièces
- Jan Hus (1911)
- Jan Žižka (1903)
- Jan Roháč (1914)
- Lantern (1905)
- Vojnarka (1891)
- Père (1895, Otec)

## Adaptations cinématographiques et télévisuelles

### Œuvres de Jirásek
- 1925 Lucerna. D'après la pièce de théâtre du même nom de A. Jirásek. Film muet. 78 min., réalisé par Karel Lamač.
- 1931 Psohlavci. D'après le roman de A. Jirásek. 105 min., réalisé par Svatopluk Innemann.
- 1936 Vojnarka. D'après la pièce de théâtre de A. Jirásek. 102 min., réalisé par Vladimír Borský.
- 1937 Histoire philosophique. D'après le roman de A. Jirásek. 88 min., réalisé par Otakar Vávra.
- 1938 Lucerna. D'après la pièce de théâtre de A. Jirásek. 84 minutes, réalisé par Karel Lamač.
- 1947 Jan Roháč z Dubé. D'après la pièce de A. Jirásek. 84 min., réalisé par Vladimír Borský.
- 1950 Temno. D'après le roman de A. Jirásek. 115 min., réalisé par Karel Steklý.
- 1952 Légendes de l'ancienne Bohême. D'après le livre de A. Jirásek. Film d'animation pour marionnettes. 91 min., réalisé par Jiří Trnka.
- 1954 Jan Hus. D'après la pièce de A. Jirásek. 115 min., réalisé par Otakar Vávra.
- 1955 Jan Žižka. D'après la pièce de A. Jirásek. 102 min., réalisé par Otakar Vávra.
- 1955 Psohlavci. D'après le roman de A. Jirásek. 91 min., réalisé par Martin Frič.
- 1956 Ztracenci. D'après une nouvelle de A. Jirásek. 83 min., réalisé par Miloš Makovec.
- 1956 Proti všem. D'après le roman de A. Jirásek. 109 min., réalisé par Otakar Vávra.
- 1961 Magdalena Dobromila Rettigová. D'après la pièce de A. Jirásek. Téléfilm. 101 min. réalisé par František Filip.
- 1965 Samota. D'après la pièce de A. Jirásek. Téléfilm. 76 min., réalisé par Jaroslav Novotný.
- 1967 Lucerna. D'après la pièce de A. Sur A. Jirásek. Téléfilm. 112 min., réalisé par František Filip.
- 1968 Vojnarka. D'après la pièce de A. Jirásek. Téléfilm. 72 min., réalisé par Jaroslav Novotný.
- 1968 Záhořanský hon. D'après une nouvelle de A. Jirásek. Téléfilm. 87 min., réalisé par Bohumil Sobotka.
- 1971 F. L. Věk. D'après le roman de A. Jirásek. Série télévisée. 13 × 53 min. réalisée par František Filip.
- 1979 Na dvoře vévodském [À la cour du duc]. D'après le roman de A. Jirásek. Téléfilm. 74 min., réalisé par Evžen Němec.
- 1984 Poklad hraběte Chamaré [Le trésor du comte Chamare]. D'après le roman de Jirásek Poklad [Le trésor]. 78 min., réalisé par Zdeněk Troška.
- 1985 Psohlavci. Production télévisée de l'opéra de Karel Kovařovic ; livret de Karel Šípek d'après le roman de Jirásek ; 93 minutes, réalisation de Milan Macků.
- 1986 Preceptor. D'après une nouvelle de A. Na Ostrov de Jirásek datant de 1888. Téléfilm. 73 min., réalisé par Jiří Bělka.
- 2012 Staré pověsti české. D'après le livre de A. Jirásek. Série télévisée animée, 26 × 10 min, réalisée par Vladimír Mráz.

### Vie de A. Jirásek
- 1952 Mladá léta. D'après un scénario de Vladimír Neff. 110 min., réalisé par Václav Krška.

## Citation
« Je ne connais pas de jeu plus magique que « Lucerna ». Chaque ligne est comme un tilleul, un buisson ou une fleur cultivée sur le sol tchèque, jusqu'à l'agripaume. Il y a tant de poésie, de sagesse populaire et d'humour, tant de fierté nationale, qu'il est devenu le jeu préféré de notre peuple. Jirasek était un auteur modeste et reconnaissant. C'était un homme peu loquace, renfrogné, voire sévère, mais il lui suffisait de parler pour que chaque mot lui réchauffe le cœur. Il était déjà très malade, mais il manquait rarement une répétition, et il aimait le théâtre. »

— Zdeněk Štěpánek